# PG One AB
PG One AB var en svensk virtuell teleoperatör, vars varumärke tillhörde det Madeiraregistrerade telekommunikationsbolaget Valuengine Telecommunicações e Servicios Limitada. Företaget bedrev verksamhet inom fast och mobil telefoni samt internet. För sina mobiltjänster använde sig PG One av TeliaSoneras GSM-nät.